# Lasgush Poradeci
Pour les articles homonymes, voir Poradeci.
Llazar Sotir Gusho, communément connu sous le nom de plume Lasgush Poradeci, né le 27 décembre 1899 à Pogradec (alors dans l'Empire ottoman) et mort le 12 novembre 1987 à Tirana (Albanie), est un philologue, poète, traducteur et écrivain albanais.
Il est considéré être le pionnier de la littérature albanaise moderne et est l'un des écrivains albanais les plus influents du XXe siècle. Ses œuvres sont directement liées au romantisme et au réalisme.
Né dans la petite ville de Pogradec sur le lac d'Ohrid, alors dans l'Empire ottoman, il a effectué ses études primaires dans une école albanaise et ses études secondaires au lycée roumain (ro) (Liceul Românesc din Bitola) de Bitola (Monastir) et à Athènes, avant de poursuivre ses études universitaires dans les universités de Bucarest et de Graz. Il développa et entretint des relations étroites avec Asdreni, Ernest Koliqi, Gjergj Fishta et Mitrush Kuteli qui devinrent tous parmi les écrivains albanais les plus remarquables de cette époque.
Poradeci est surtout connu pour ses recueils de poésie Vallja e yjve et Ylli i zemrës inspirés des traditions et des particularités de la vie albanaise. Son style se caractérise par sa réussite stylistique et technique, sa forme et son contenu ainsi que son engagement avec la nature, l'érotisme et la philosophie,. Il a notamment traduit en albanais plusieurs ouvrages majeurs anglais, français, allemand, italien et russe,.

## Biographie
Lasgush Poradeci naît le 27 décembre 1899 dans la ville de Pogradec, sur la côte ouest du lac d'Ohrid, dans ce qui faisait alors partie de l'Empire ottoman, aujourd'hui République d'Albanie,,. Dans sa ville natale, il fait ses études primaires dans une école primaire albanaise et fréquente le lycée roumain (ro) de Bitola (Monastir) après avoir terminé ses études, effectuées de 1906 à 1916.

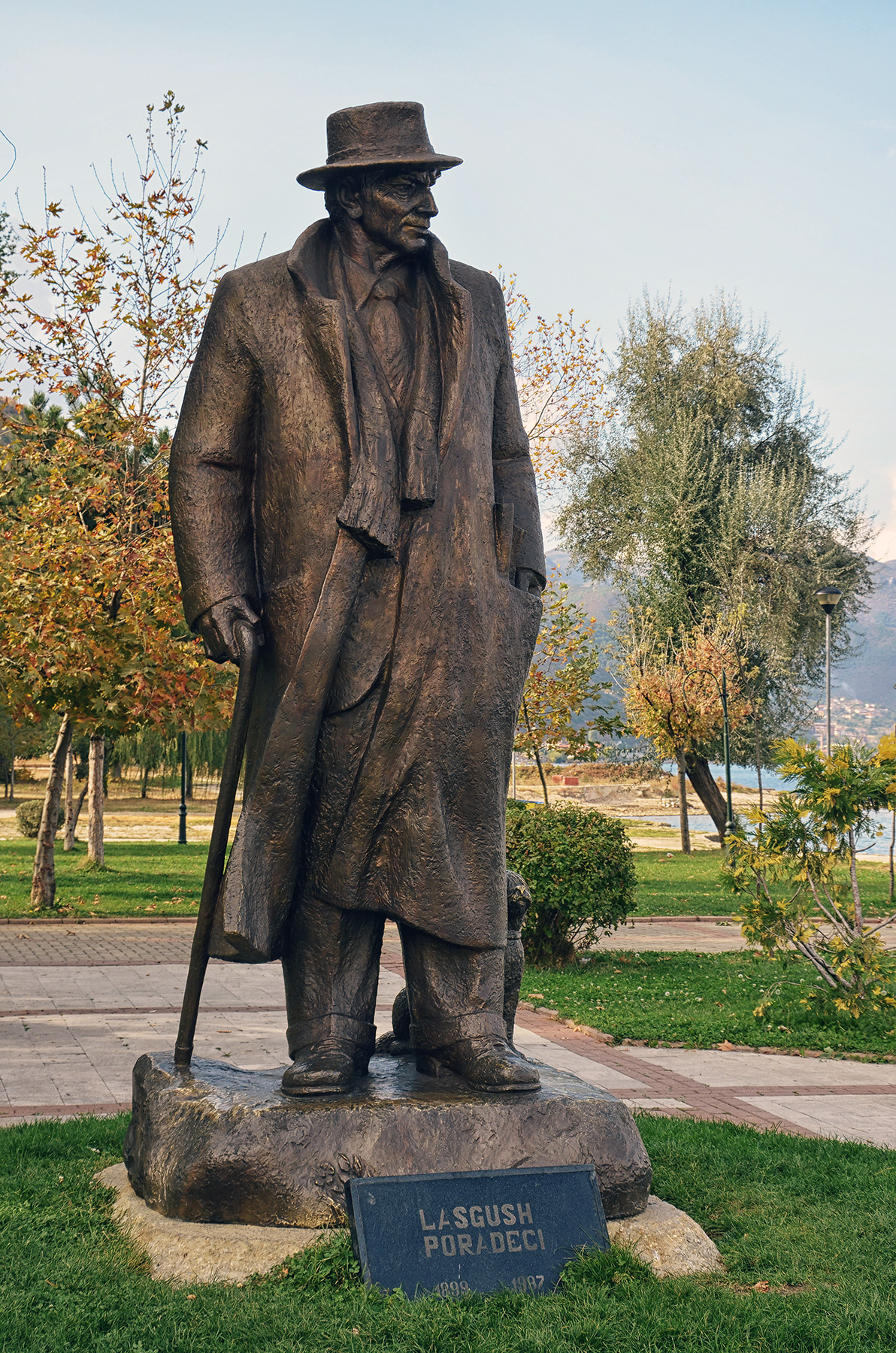
Statue dédiée à Lasgush Poradeci à Pogradec sur le lac d'Ohrid.

## Voir également
- Liste d'écrivains albanais